# ماد بی، آلاسکا
ماد بی (به انگلیسی: Mud Bay) شهری در بخش هینز، آلاسکا ایالت آلاسکا است که جمعیت آن در سرشماری سال ۲۰۰۰ میلادی ۱۳۷ نفر بوده‌است.